# 2002年ウクライナ最高議会選挙
2002年ウクライナ最高議会選挙は、ウクライナの立法府であるウクライナ最高議会（ヴェルホーヴナ・ラーダ。一院制）を構成する議員を選出するため2002年3月31日に投票が行われた選挙である。

## 基礎データ
- 議員定数：450議席
  - 小選挙区：225議席
  - 比例区：225議席（全国1選挙区）
- 議員の任期：4年（解散あり）
- 選挙権：18歳以上かつ直近で5年以上ウクライナに居住している者
- 被選挙権：21歳以上かつ選挙権者と同様に5年以上ウクライナに居住している者
- 選挙制度：小選挙区比例代表並立制
- 立候補
  - 小選挙区は政党・選挙連合の推薦、自薦。
  - 比例区は政党若しくは選挙連合の名簿による。
- 投票方法
  - 小選挙区は候補者1名のみに投票。
  - 比例区は政党もしくは選挙連合のいずれかに投票する（拘束名簿式）。
- 比例代表の議席配分方法
  - 議席配分は、全国集計で有効投票の3％以上（阻止条項）を得た政党若しくは選挙連合に対し、最大剰余方式（ヘアー式）で配分する。

## 主な政党及び選挙連合
33の政党及び選挙連合、7,000名の候補者が登録したが、主な政党及び選挙連合について以下に紹介する。

### 統一ウクライナのために
ウクライナ語：Виборчий блок політичних партій "За Єдину Україну!"、英語：Election bloc of Political Parties "For One Ukraine!"。クチマ大統領与党の穏健中道改革政党が結集して2001年に結成された政党連合。
- 農業党
- 人民民主党
- ウクライナ産業家企業家党
- 地域党
- 労働ウクライナ党

### 我らのウクライナ
ウクライナ語：Виборчий блок політичних партій "Блок Віктора Ющенка "Наша Україна"、英語：Election bloc of Political Parties "Victor Yushchenko Bloc "Our Ukraine"。ユーシェンコ前首相が率いる親西欧派の選挙連合。2001年に結成。
- ウクライナ民族主義者同盟
- 自由党
- 人民党ルフ
- 改革・秩序党
- 連帯党
- キリスト教民主同盟党
- 「ウクライナよ前へ」
- 共和キリスト教党
- ウクライナ人民ルフ党

### ウクライナ共産党
ウクライナ語：Комуністична партія України、英語：Communist Party of Ukraine。1993年結成、ボリシェビキ党の後継を自任。前回選挙（1998年）では第一党となった。

### ウクライナ社会党
ウクライナ語：Соціалістична партія України、 英語：Socialist Party of Ukraine。ウクライナ共産党の活動が禁止されていた1991年に、旧共産党の若手政治家が結集して結成された。

### ユーリヤ・ティモシェンコ・ブロック
ウクライナ語：Виборчий блок політичних партій "Виборчий блок Юлії Тимошенко"、 英語：Election bloc of Political Parties "Juliya Tymoshenko election bloc"。ユーシェンコ前首相の下で副首相を務めていた女性政治家、ユーリヤ・ティモシェンコが率いる選挙連合。
- 祖国党
- ウクライナ社会民主党
- 人民党
- ウクライナ共和党

## 選挙結果
- 投票日：2002年3月31日

| 登録有権者     | 37,403,661 |
| 投票用紙配布数 | 25,957,152 |
| 投票数         | 25,909,407 |
| 投票率         | 69.26%     |

| 政党（選挙連合）                   | 議席数 | 議席数    | 議席数 | 得票数 （比例区） | 得票率 |
| 政党（選挙連合）                   | 合計   | 小選 挙区 | 比例区 | 得票数 （比例区） | 得票率 |
| ---------------------------------- | ------ | --------- | ------ | ----------------- | ------ |
| 我らのウクライナ                   | 112    | 41        | 70     | 6,108,088         | 23.57  |
| ウクライナ共産党                   | 65     | 6         | 59     | 5,178,074         | 19.98  |
| 統一ウクライナのために             | 101    | 66        | 35     | 3,051,056         | 11.77  |
| ユーリヤ・ティモシェンコ・ブロック | 22     | 0         | 22     | 1,882,087         | 7.26   |
| ウクライナ社会党                   | 22     | 2         | 20     | 1,780,642         | 6.87   |
| 社会民主合同党                     | 24     | 5         | 19     | 1,626,721         | 6.27   |
| その他の政党                       | 9      | 9         | 0      | 4,030,910         | 17.96  |
| 無所属                             | 96     | 96        | ―      | ―                 | ―      |
| 支持無し                           | ―      | ―         | ―      | 635,199           | 2.45   |
| 無効票                             | ―      | ―         | ―      | 963,462           | 3.71   |
| 合計                               | 450    | 225       | 225    | 25,256,239        |        |

選挙の結果、ユシェンコ前首相率いる選挙連合「我らのウクライナ」が第一党となった。これに対し、選挙前まで第一党を維持していた共産党は議席を減らし、第3党に後退した。クチマ大統領与党系の「統一ウクライナのために」は第2党であったが、小選挙区だけで見た場合は第1党となった（無所属は除外）。

## 参考資料
いずれのサイトも2010年2月14日閲覧。
- 北海道大学スラブ研究センター所属共同研究員 藤森信吉制作「ウクライナの選挙・政党データ」（エクセル）。西南大学法学部教員、仙石学サイトの「ポスト社会主義国の選挙･政党データ(ベータ版)」より。
- 社団法人ロシア東欧貿易会（現・ロシアNIS貿易会）『ロシア・東欧経済速報　№1224』（PDFfile）